# Isabel do Carmo
Maria Isabel Augusta Cortes do Carmo ComL (Barreiro, Barreiro, 12 de setembro de 1940) é uma médica, professora e ativista antifascista portuguesa. Em 2004 foi condecorada pelo presidente Jorge Sampaio com o grau de grande oficial da Ordem da Liberdade.
Enquanto estudante de medicina participou nas lutas académicas de 1962. Foi dirigente da Ordem dos Médicos até ao seu enceramento pelo Estado Novo em 1972. Foi fundadora e dirigente, em conjunto com Carlos Antunes do grupo Brigadas Revolucionárias (BR), criado em 1970 e mais tarde também do partido politico, que lhe servia de fachada, o Partido Revolucionário do Proletariado (PRP), criado em 1973. Posteriormente à revolução de 25 de abril de 1974, durante o Processo Revolucionário em Curso desenvolveu atividade política nas ruas, empresas e fábricas. Em 1978 foi detida sob a acusação de autoria moral da ações armadas, das quais foi mais tarde ilibada e negou sempre ter tido qualquer papel na colocação das bombas. Em 1989, liderou a Comissão Pró-Amnistia Otelo e companheiros 

## Carreira
Licenciou-se na Faculdade de Medicina da Universidade de Lisboa. Enquanto estudante e dirigente da Comissão Pró-Associação da Faculdade de Medicina, participou nas revoltas estudantis de 1962, tendo sido a primeira mulher a pedir a palavra em assembleias essencialmente masculinas.
Doutorou-se e agregou-se em Medicina, pela Faculdade de Medicina da Universidade de Lisboa.
Coordenou o Estudo de Prevalência da Anorexia Nervosa nos Distritos de Lisboa e Setúbal. Foi fundadora da Sociedade Portuguesa de Endocrinologia, da Sociedade Portuguesa de Diabetologia e fundadora da Sociedade Portuguesa para o Estudo da Obesidade.  Iniciou a sua carreira como médica assistente do Hospital de Santa Maria, sendo hoje Professora Associada com Agregação da Universidade de Lisboa.
Foi directora do Serviço de Endocrinologia do Hospital de Santa Maria e Professora com Agregação da Faculdade de Medicina de Lisboa.
Exerceu funções de investigadora na Universidade de Lisboa e na Fundação para a Ciência e Tecnologia  (FCT). 

## Acção Politica

### Brigadas Revolucionárias
Aos 17 anos aderiu ao Partido Comunista Português, do qual viria a sair em 1970, ano em que fundou em Paris, juntamente com o seu companheiro Carlos Antunes, as Brigadas Revolucionárias. Foi presa e interrogada pela PIDE em 1970. A 7 de novembro de 1971, prepara com Carlos Antunes aquele que viria a ser o primeiro atentado bombista das Brigadas Revolucionárias. Um atentado à bomba contra as instalações da NATO na Fonte da Telha. Em 1972 voltou a ser presa, na sequência do assassinato pela PIDE do estudante universitário José Ribeiro dos Santos no Instituto de Ciências Económicas e Financeiras de Lisboa.
Em Outubro de 1973 fundou, também com Carlos Antunes o Partido Revolucionário do Proletariado (PRP) especialmente conhecido pela sua ligação à actividade das Brigadas Revolucionárias (BR), grupo armado a quem esteve ligado ideológica e organicamente. Segundo a propria, estaria mais na componente política e o Carlos Antunes mais focado na componente militar, mas actuando entre si de forma articulada e organizada recebendo o PRP, apoio financeiro, resultado dos assaltos efectuados pelas BR e dando-lhe em contrapartida cobertura politica e base de apoio.
O PRP/BR era financiado através de assaltos a bancos e repartições da fazenda pública apelidadas pelos próprios como "recuperação de fundos". Para além disto, foram responsáveis por atentados à bomba contra alvos selecionados, o primeiro dos quais foi o atentado à bomba, contra as instalações da Nato, na Fonte da Telha.
Após o 25 de Abril de 1974 dirigiu o jornal Revolução porta-voz do Partido Revolucionário do Proletariado - Brigadas Revolucionárias.  e foi uma das figuras mais destacadas do Processo Revolucionário em Curso (PREC).
Com a radicalização e dirigismo cada vez maior da extrema esquerda tendo em vista a conquista do poder, a seguir ao 11 de março de 1975, com o apoio e protecção do Copcon liderado por Otelo Saraiva de Carvalho, o PRP/BR colocou se ao lado deste, tendo conquistado um protagonismo e influência cada vez maiores. O documento “Autocrítica revolucionária do COPCON e Proposta de Trabalho para um Programa Político” que mais não era que a resposta ao Documento do Grupo dos Nove, publicado a 13 de Agosto de 1975. e teve a participação bastante forte de Isabel do Carmo e Carlos Antunes. Ao mesmo tempo, o PRP/BR defendia junto do Copcon que a forma de reforçar a Aliança Povo/MFA seria necessário constituir um grande exercício formado por militares e por membros das organizações populares de base (comissões de trabalhadores, de moradores, etc) devendo este constituir um enorme exército revolucionário.
No dia 10 de setembro de 1975, o PRP-BR, pela mão de Isabel do Carmo e Carlos Antunes, recebeu 1000 espingardas G3 desviadas pelo Capitão Álvaro Fernandes do Depósito Geral de Material de Guerra que ficava em Beirolas, no concelho de Loures, que serviriam para armar os Conselhos Revolucionários.

### Detenção e julgamento
Em 21 de Março de 1978, são realizadas buscas nas sedes do PRP e detidos os seus principais dirigentes. Isabel do Carmo só foi detida mais tarde, em Junho, no Porto numa operação onde foi morto José Carvalho, um agente da PJ e aquele que pode ser considerado a primeira vítima da organização. Mais tarde é julgada pela autoria moral de diversos crimes, incluindo, atentados à bomba bem como planeamento e organização de assaltos a dependências bancárias e carrinhas de transporte de valores.
Estas actividades que terminaram com a condenação de vários dos envolvidos, incluindo dos dirigentes Carlos Antunes e da própria Isabel do Carmo. Esteve presa durante um período de cerca de quatro anos. Foi julgada e condenada no tribunal da Boa-Hora, em Abril de 1980, ao cabo de 20 sessões e quatro meses, a 11 anos de prisão, por cumplicidade e encobrimento nos assaltos e atentados à bomba das BR.
Entretanto Isabel do Carmo, Carlos Antunes e restantes detidos exigiam para si o estatuto de presos políticos. Este estatuto, permitiria considerar os crimes de que estavam acusados, como politicos e não de delito comum e por isso abrangidos pela lei 74/79, que pretendia amnistiar todos os crimes de carácter político, nomeadamente os ocorridos a partir de 11 de Março de 1975. No entanto, nem o estatuto de preso politico existia no Código Penal, nem tão pouco o Regulamento Geral dos Estabelecimentos Prisionais aprovado em 1979, considerava essa possibilidade. Nesse contexto, e apesar da pressão exercida pelos reclusos, através de mediáticas greves da fome, a pretensão não lhes foi reconhecida. Em alternativa optam por se candidatem ás eleições legislativas de 1980 nas listas da União Democrática Popular e do Partido Socialista Revolucionário apesar destes partidos não terem na altura capacidade de eleição de qualquer deputado. O objectivo seria a suspensão da prisão preventiva, prevista no artigo 10ª da Lei Eleitoral. Ainda assim, entendeu o Tribunal da Relação que essa pretensão não era possível de aplicar, uma vez que a prisão teria acontecido num período anterior á da candidatura e por isso, os reclusos não foram libertados.  Estes partido seriam mais tarde fundadores do Bloco de Esquerda.
E logo a seguir a, em julho de 1981, o julgamento ser considerado inconstitucional pelo Supremo Tribunal de Justiça. As duas greves recebem ampla cobertura mediática ando origem ao chamado "Caso PRP", No segundo julgamento, a 17 de julho de 1982, novamente no tribunal da na Boa-Hora, Isabel do Carmo e Carlos Antunes serão absolvidos, e libertados a 13 de agosto de 1982, visto que entretanto a maioria dos seus crimes tinha sido amnistiado.

### Outras atividades
Após a sua prisão em Junho de 1978, a aproveitando um vazio na liderança, uma corrente mais radical do PRP/BR, liderada por Pedro Goulart e adepta de maior violência armada, rompe com o partido e a sua liderança, na qual se incluía Isabel do Carmo. Nas frequentes cisões e fusões da altura, desta surgiram a Organização Unitária de Trabalhadores (OUT), Força de Unidade Popular (FUP) e as Forças Populares 25 de Abril (FP-25), mas do qual Isabel do Carmo não faria parte.
Em 1989, já em liberdade, liderou a Comissão Pró-Amnistia Otelo e companheiros, que defendia a libertação de Otelo Saraiva de Carvalho e dos principais dirigentes e operacionais envolvido no processo FUP/FP-25. Deputados portugueses e europeus, sociedade civil Portuguesa e internacional (Chico Buarque, José Afonso; Ramsey Clark ex-procurador geral dos EUA, entre muitos outros) vão-se mobilizar contra uma acusação percecionada como injusta. A amnistia seria aprovada em 1996 pela Assembleia da República, fundamentada na “complexidade jurídica tem tornado extremamente difícil a sua solução judicial. (…) com desenvolvimentos que não prenunciam a possibilidade de uma solução de justiça em tempo razoável. Otelo Saraiva de Carvalho#Desfecho

## Reconhecimento
A 25 de Abril de 2004, por ocasião do 30.° Aniversário da Revolução dos Cravos, foi feita Comendadora da Ordem da Liberdade, pelo Presidente Jorge Sampaio.

## Obras
Autora de numerosos livros e estudos publicados em Portugal: 
- Saúde em Tempo de Risco, Relógio de Água, 1993
- Vida, Vírus e Vícios, Relógio de Água, 1994
- A Vida por um Fio - Anorexia Nervosa, Relógio de Água, 1994
- Magros, Gordinhos e Assim-Assim, Ambar, 1997
- Doenças do Comportamento Alimentar, ISPA, 2001
- Saber emagrecer, Dom Quixote, 2002
- Porque não Consigo Parar de Comer, Dom Quixote, 2003
- As Vozes Insubmissas, Dom Quixote, 2004
- Alimentação saudável, alimentação segura, com Sara Rodi, Dom Quixote, 2002
- 222 Perguntas e Respostas para Emagrecer e Manter o Peso de uma Forma equilibrada, Dom Quixote, 2006
- Refeições, Marcas e Calorias, Dom Quixote, 2007
- Mulher 50 + 10 (co-autoria), Dom Quixote, 2007
- Os Alimentos, e Mitos que nos engordam, Dom Quixote, 2008
- Colectânea «Coma bem, viva melhor», Edições Revista Sábado, 2011
- Gorduchos e redondinhas (co-autoria), Dom Quixote, 2012
- Pensar perder o peso que pesa, Dom Quixote, 2013
- Histórias que as Mulheres Contam, Dom Quixote, 2015
- A Luta Armada, Dom Quixote, 2017